# Нічлавка
Нічла́вка — річка в Україні, у межах Чортківського району Тернопільської області. Права притока Нічлави (басейн Дністра).

## Опис і розташування

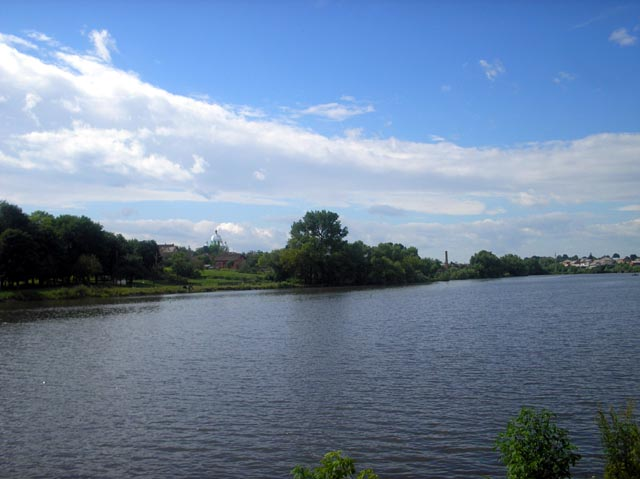
Міське озеро на Нічлавці в Копичинцях

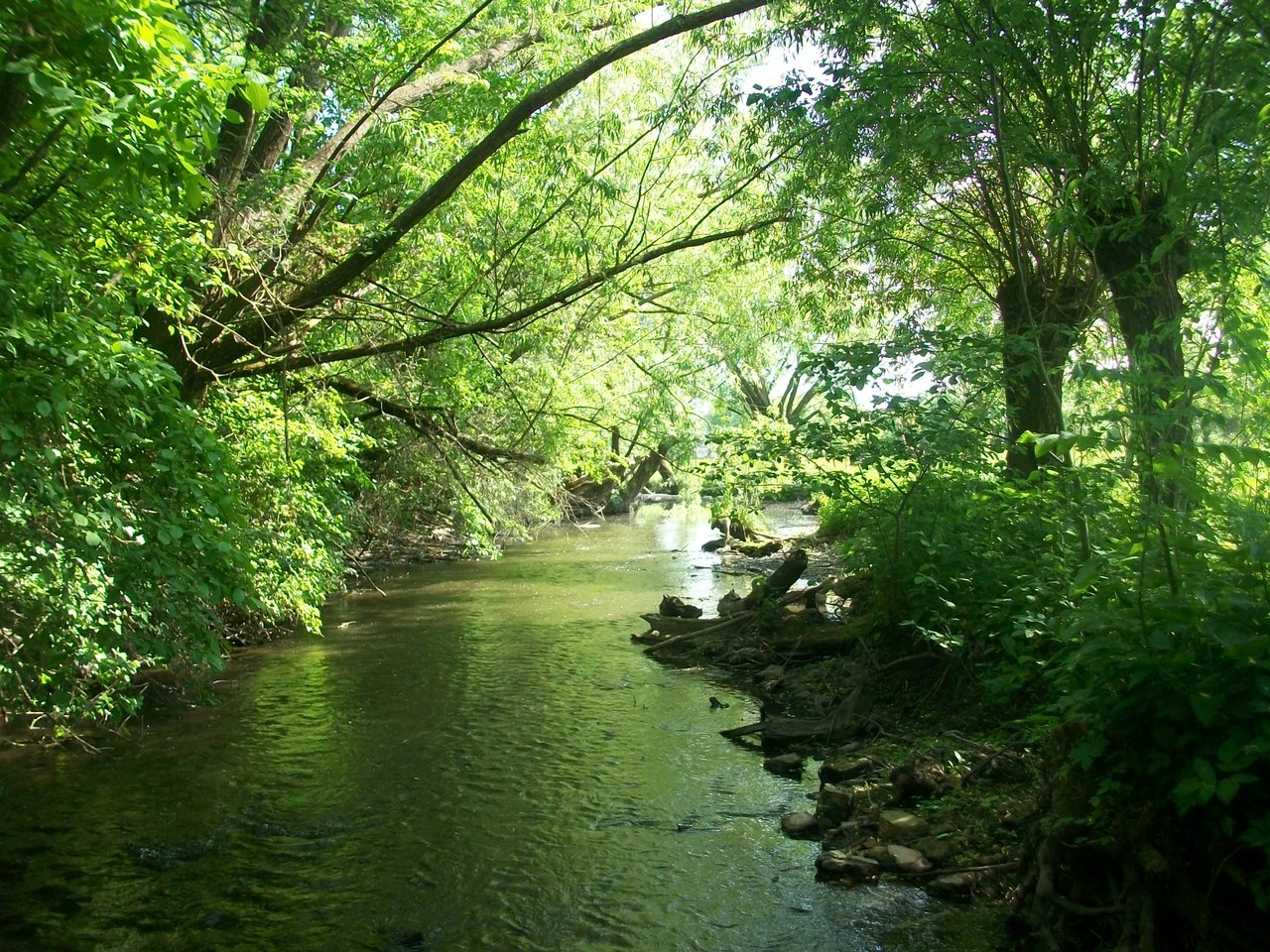
Нічлавка в селі Шманьківці Чортківського району

Довжина 42 км. Долина V-подібна. Заплава двобічна. Річище помірно звивисте.
Бере початок на північний захід від села Сухостав. Тече спершу на південний схід, далі — на південь, у пригирловій частині — знову на південний схід. Впадає до Нічлави на північ від села Давидківці.

## Притоки
Праві: Жаб'ячий Потік, Оришка.
Ліві: Стрілка (Рудка Мала).

## Населені пункти
Над річкою розташовані такі села, селища (від витоків до гирла): Сухостав, Яблунів, Копичинці, Котівка, Теклівка, Гадинківці, Швайківці, Шманьківці, Колиндяни.